# Kvangdzsunun purunda
Kvangdzsunun purunda (hangul: 광주는 부른다, handzsa: 光州는 부른다, RR: Gwangjuneun bureunda, ’Kvangdzsu felkiált’) 1986-os észak-koreai film, amely az 1929 őszén Kvangdzsu (Gwangju-)ban lezajlott, japán rendőrség által vérbe fojtott diákmegmozdulást mutatja be.

## Szereplők
| Szereplő neve           | Színész                               |
| ----------------------- | ------------------------------------- |
| Szeun (Se-un)           | Kim Cshol (김 철, Kim Cheol)          |
| Szojon (So-yeon)        | Pak Mihva (박미화, Pak Mi-hwa)        |
| Tongszu (Dong-su)       | Cshö Bongsik (최봉식, Choe Bong-sik)  |
| Incshol (In-cheol)      | The Szanghun (태상훈, Tae Sang-hun)   |
| Szeun (Se-un) édesanyja | Mun Dzsongbok (문정복, Mun Jeong-bok) |

További szereplők:
- Kim Hjeszon (김혜선, Kim Hye-seon)
- Cshu Szokpong (추석봉, Chu Seok-bong)
- Hong Szundzsong (홍순정, Hong Sun-jeong)
- Cson Dujong (전두영, Jeon Du-yeong)
- Mun Jebong (문예봉, Mun Ye-bong)
- Kim Jonggun (김영근, Kim Yeong-geun)
- Kim Gicshon (김기천, Kim Gi-cheon)
- Pak Bongik (박봉익, Pak Bong-ik)
- Pak Kidzsu (박기주, Pak Gi-ju)
- Kim Dokszam (김덕삼, Kim Deok-sam)